# Christine Humphreys, Baroness Humphreys

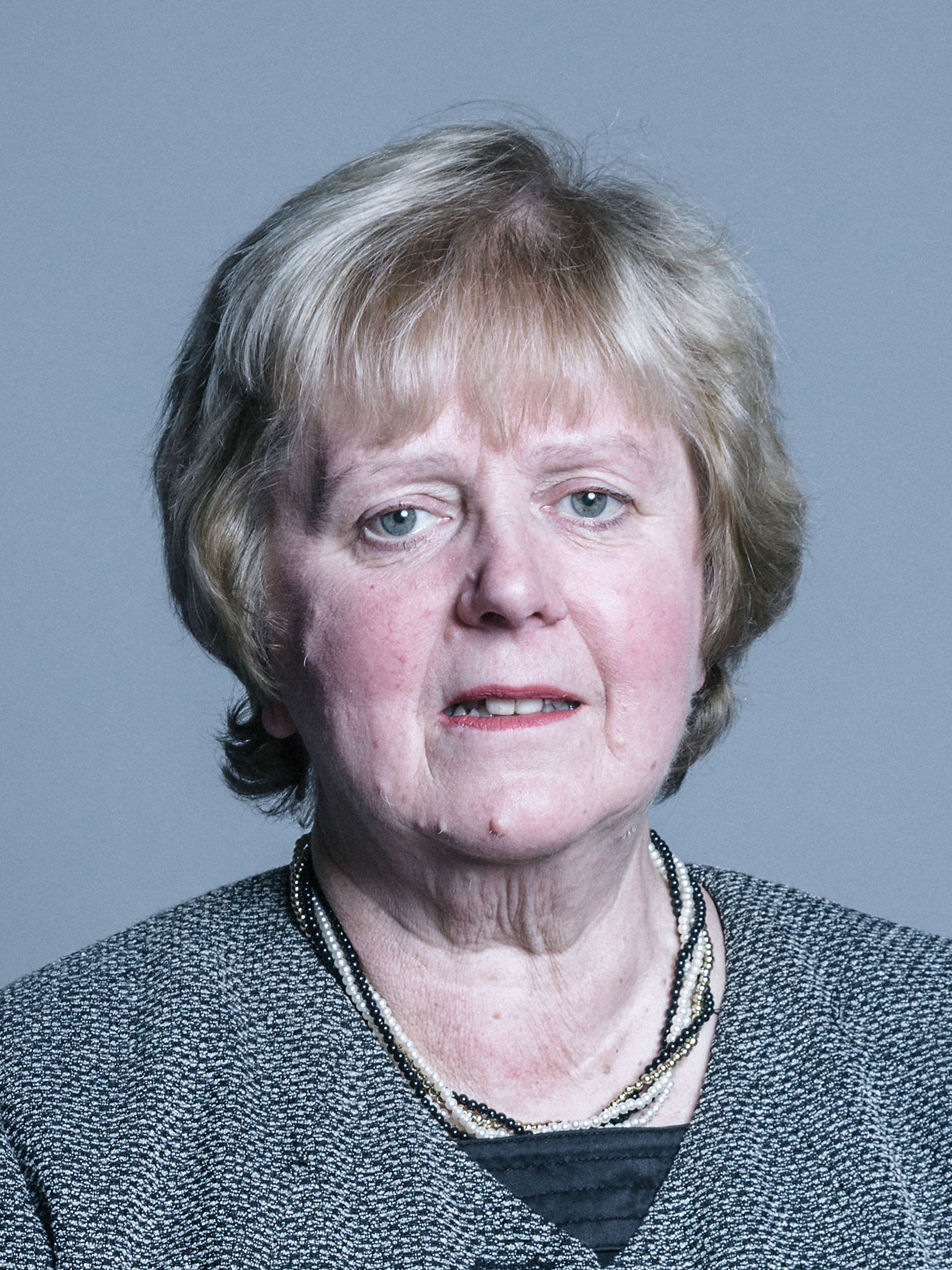
Christine Humphreys, Baroness Humphreys

Christine Mary Humphreys, Baroness Humphreys (* 26. Mai 1947) ist eine britische Politikerin der Liberal Democrats. Seit September 2013 ist sie als Life Peer Mitglied des House of Lords.

## Leben
Humphreys stammt aus Wales. Sie arbeitete als Englisch-Lehrerin an einer weiterführenden Mittelschule (Welsh-medium secondary school) in Penrhyn Bay.  Dort war sie Leiterin des Fachbereichs Berufsausbildung (Head of Vocational Education).
Ihre politische Karriere begann sie in der Kommunalpolitik. Sie war Ratsmitglied (Councillor) des Colwyn Borough Council, des Gemeinderats von Colwyn, und stellvertretende Vorsitzende (Vice-chair) im Wales Joint Education Committee. 1999 trat sie im Wahlkreis Conwy als Kandidatin der Liberal Democrats für die Wahl zur Welsh Assembly an, sie unterlag jedoch Gareth Jones (Plaid Cymru). Sie zog jedoch über die Landesliste für den Wahlbezirk North Wales in die Welsh Assembly ein. Humphreys gehörte der Welsh Assembly von Mai 1999 bis März 2001 als Abgeordnete an. Sie war in der Welsh Assembly Sprecherin der Liberal Democrats für Ausbildung und Berufsbildung (insb. für die sog. 16+ education), Kunst und die walisische Sprache. In der Welsh Assembly gehörte sie dem Post 16 Education and Training Committee und dem Standards of Conduct Committee an. Sie war Sprecherin der Welsh Liberal Democrats für die Bereiche Wirtschaft, Umwelt und Verkehr (Liberal Democrat spokesperson for Wales on Economics and the Environment). Im März 2001 legte sie aus gesundheitlichen Gründen ihr Mandat nieder. Ihre Nachfolgerin in der Welsh Assembly wurde Eleonor Burnham.
Im November 2007 wurde sie zur Präsidentin der Welsh Liberal Democrats gewählt. Sie ist aktuell (Stand: Februar 2014) Stadträtin (Councillor) des Llanrwst Town Council in Conwy Valley, North Wales, und dort auch stellvertretende Bürgermeisterin (Deputy Mayor).
Am 1. August 2013 wurde bekanntgegeben, dass Humphreys zum Life Peer ernannt und für die Liberal Democrats Mitglied des House of Lords werden soll. Sie wurde als sog. „Working Peer“ berufen. Am 18. September 2013 wurde sie als Baroness Humphreys, of Llanrwst in the County of Conwy, zum Life Peer erhoben und ist dadurch seither Mitglied des House of Lords. Am 24. Oktober 2013 wurde sie, mit Unterstützung von Jenny Randerson, Baroness Randerson, und Roger Roberts, Baron Roberts of Llandudno, offiziell ins House of Lords eingeführt. Ihre Antrittsrede hielt sie, am 28. November 2013 in einer Debatte über Rundfunk und Fernsehen und deren Auswirkungen auf die Wirtschaft. Humphreys tritt für eine Reform des House of Lords ein; die Mitglieder der zweiten Kammer des britischen Parlaments sollten, ihrer Auffassung nach, gewählt und nicht ernannt werden.
Humphreys ist verheiratet und Mutter von zwei mittlerweile erwachsenen Söhnen. Zu ihren Hobbys gehören Ornithologie, Reisen und Spaziergänge mit ihrem Hund. In der Presse wurde sie früher häufig für ihre Unpünktlichkeit bei Veranstaltungen und Meetings kritisiert.